# Chropy-Kolonia
Chropy-Kolonia [pronunciación en polaco: /ˈxrɔpɨ kɔˈlɔɲa/] es un pueblo ubicado en el distrito administrativo de Gmina Poddębice, dentro de Distrito de Poddębice, Voivodato de Łódź, en Polonia central. Se encuentra aproximadamente a 3 kilómetros al noroeste de Poddębice y a 39 kilómetros al oeste de la capital regional Łódź.